# Майкл Пейдж (вершник)
Майкл Пейдж (англ. Michael Page, 23 вересня 1938) — американський вершник.
Срібний призер Олімпійських Ігор 1964 (командне триборство), 1968 (командне триборство) років, бронзовий призер 1968 року в індивідуальному триборстві, учасник 1960 року.
Переможець Панамериканських ігор 1959 (індивідуальне триборство), 1963 (індивідуальне триборство), 1963 (командне триборство), 1967 (командне триборство) років, срібний призер 1959 року в командному триборстві, бронзовий призер 1967 року в індивідуальному триборстві.